# St. Mirren FC
St. Mirren F.C. este un club de fotbal din Paisley, Scoția fondat în anul 1877, care evoluează în Scottish Premier League.